# Ron Silver
Ronald Arthur "Ron" Silver (2. juli 1946 i New York – 15. marts 2009) var en amerikansk skuespiller, filminstruktør, producer, radiovært og politisk aktivist.
Han fik sin filmdebut i Tunnel Vision i 1976. Fra 1976-1978 havde han en tilbagevendende rolle som Gary Levy i sitcom Rhoda , en spin-off fra The Mary Tyler Moore Show.
Silver optrådte som Muhammad Ali's boksetræner Angelo Dundee i Filmen Ali (2001), instrueret af Michael Mann.
Sølv døde den 15. marts 2009 af spiserørskræft, som var blevet diagnosticeret to år tidligere. Han blev 62 år gammel. Silver havde ved sin død begge forældre, brødre Mitchell og Keith, søn Adam, og datteren Alexandra tilbage.